# 吉明江
吉明江（1963年5月—），海南乐东人，黎族，中央党校在职研究生学历，1986年9月加入中国共产党，1984年7月参加工作。曾任海南省民族宗教事务委员会党组书记、主任，第十二届全国人民代表大会海南地区代表。
历任中共海南省乐东县委常委，千家镇党委书记、镇长；海南省乐东县委常委，县长助理；海南省乐东县委常委，黄流镇党委书记；海南省白沙县委副书记、县长，海南省昌江黎族自治县委副书记、县长；海南省东方市委副书记、市长；海南省东方市委书记。2008年起担任全国人大代表。2013年，担任全国人大代表。2017年2月，任海南省民族宗教事务委员会党组书记、主任。
2018年7月25日，因涉嫌严重违纪违法，接受海南省纪委监委纪律审查和监察调查。